# Большая комета

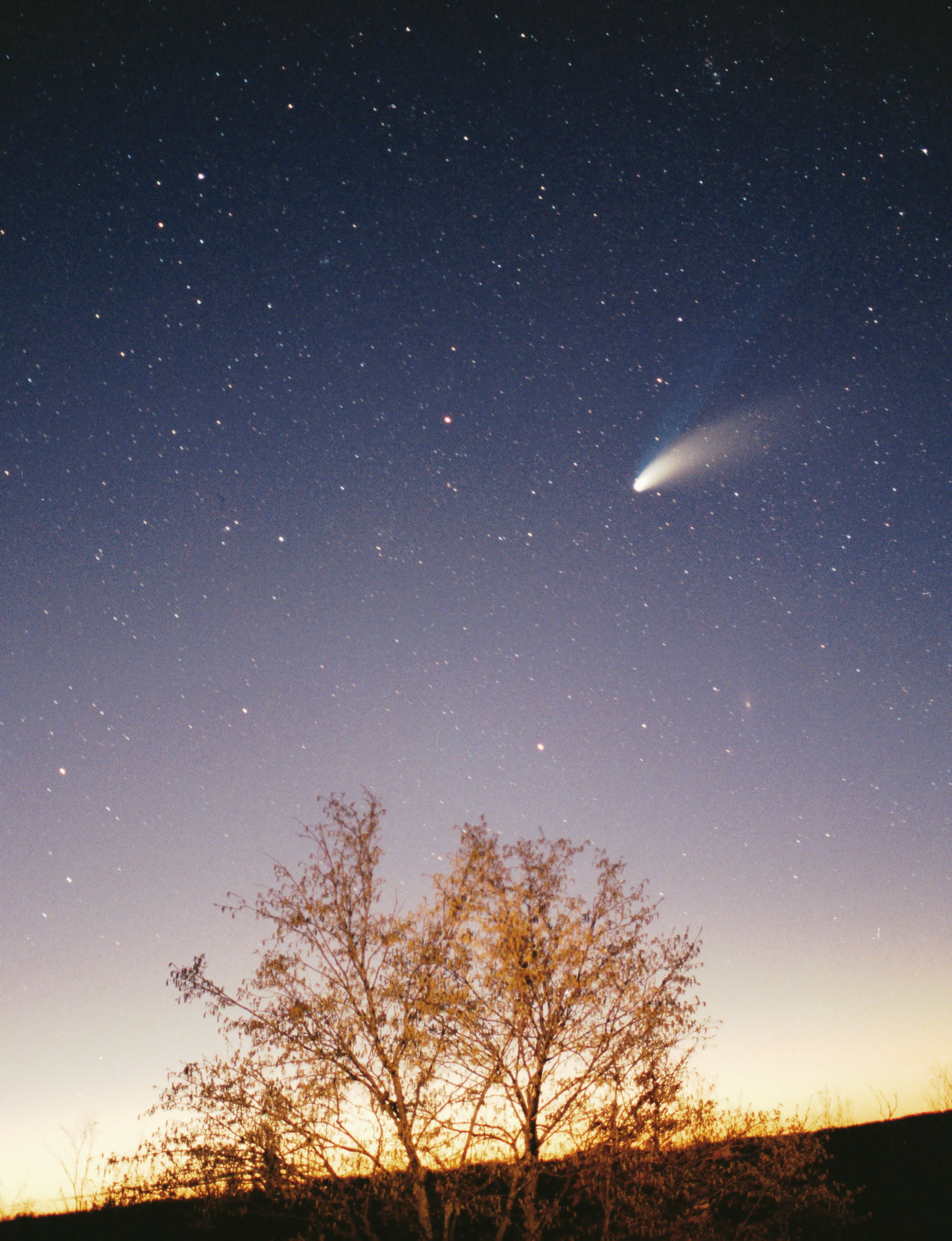
Большая комета Хейла — Боппа, 1997 год.

Большими (или великими) кометами (англ. Great comets) называют кометы, которые становятся особенно яркими и заметными для земного наблюдателя. В среднем, большая комета появляется раз в десятилетие.
Затруднительно предсказать, станет ли комета «Большой», так как на яркость могут сильно повлиять различные факторы. Но говоря в общем, если у кометы большое и активное ядро, она подлетает близко к Солнцу и Солнце не мешает её наблюдению с Земли, то у кометы есть все шансы получить название Большой.
Обычно кометы получают название в честь их первооткрывателей. Большие кометы традиционно называют по году наблюдения, например, «Большая комета 1811 года».

## Определение Большой кометы
Официального определения большой кометы не существует (хотя некоторым историческим кометам официально было дано название Больших). Если комета достаточно яркая, чтобы её заметили люди, не слишком интересующиеся астрономией, а тем более, если она становится широко известна за пределами астрономического сообщества, то она считается Большой кометой. Для большинства людей она просто представляет собой красивое зрелище.

## Факторы «популярности»
Подавляющее большинство комет так и не становятся достаточно яркими, чтобы их можно было увидеть невооружённым глазом. Обычно их путь лежит во внешней части Солнечной системы, и кроме астрономов их никто не наблюдает. Но иногда эта статистика нарушается, и этому способствуют три основных фактора.

### Размеры и активность ядра
Ядра комет обычно имеют размеры от нескольких сотен метров в поперечнике до нескольких километров. Приближаясь к Солнцу, ядро нагревается, из него наружу вырываются массы газа и пыли. Таким образом, определяющий для яркости кометы фактор — насколько велико и активно её ядро. За многие циклы приближения к Солнцу запасы летучих веществ в ядре иссякают, такие кометы становятся более тусклыми, чем те, что подлетают к нему в первый раз. Вот почему среди Больших комет так много долгопериодических.

### Приближение к Солнцу во время перигелия
Яркость простого тела обратно пропорциональна квадрату расстояния от источника света (Солнца). Кометы ведут себя сложнее: их свечение во многом определяется отражающей способностью окружающих ядро газов (комой), которые, к тому же, могут люминесцировать. Для комет яркость обратно пропорциональна кубу расстояния от Солнца.
Для большинства комет точка перигелия лежит за орбитой Земли. Комета, приближающаяся к Солнцу меньше чем на 0,5 а. е., также имеет шанс стать Большой.

### Приближение к Земле

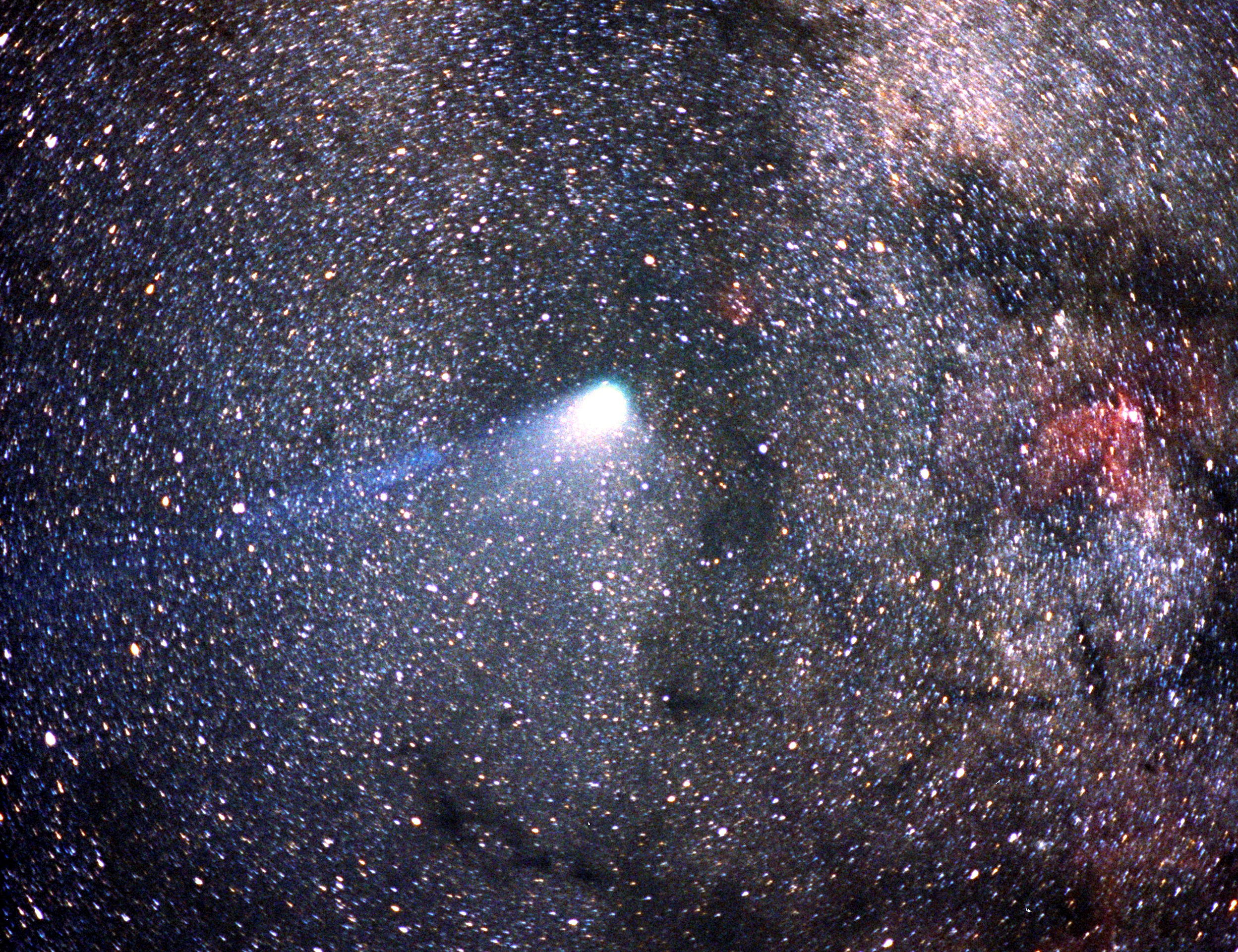
Комета Галлея

Для того чтобы быть заметной, комете необходимо как можно ближе подойти к Земле. Например, комета Галлея становится яркой, пересекая внутреннюю часть Солнечной системы каждые 76 лет, но во время своего появления 1986 года она прошла достаточно далеко от Земли. Комету можно было разглядеть, но назвать её заметной в этот раз было сложно.
Комета, удовлетворяющая всем трём условиям, точно будет очень впечатляющей. Но иногда кометы становятся Большими, даже нарушая какой-то из этих «критериев». Например, комета Хейла — Боппа имела исключительно большое ядро (40 км в диаметре), и в то же время пролетела довольно далеко от Солнца. Аналогично, комета Хякутакэ была довольно «маленькой» (2 км), но в то же время очень яркой из-за близкого подхода к Земле. И всё же обе они стали знамениты в 1996-97 годах.

## Список Больших комет

### Список некоторых Больших комет за последние два века[1]

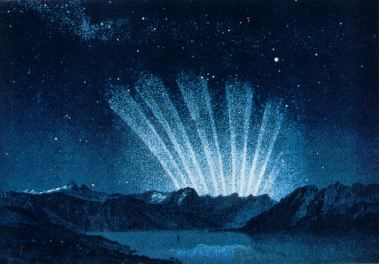
Большая комета 1744 года

- Большая комета 1807 года (C/1807 R1)
- Большая комета 1811 года (C/1811 F1)
- Большая комета 1819 года (C/1819 N1)
- Большая комета 1824 года (C/1823 Y1)
- Большая комета 1830 года (C/1830 F1)
- Большая комета 1831 года (C/1831 A1)
- Большая мартовская комета 1843 года (C/1843 D1)
- Большая комета 1845 года (C/1844 Y1)
- Большая июньская комета 1845 года (C/1845 L1)
- Большая комета 1854 года (C/1854 F1)
- Комета Донати (C/1858 L1) — 1858
- Большая комета 1860 года (C/1860 M1)
- Большая комета 1861 года (C/1861 J1)
- Большая комета 1881 года[англ.] (C/1881 K1)
- Большая сентябрьская комета 1882 года (C/1882 R1)
- Большая комета 1901 года[англ.] (C/1901 G1)
- Большая январская комета 1910 года, дневная комета (C/1910 A1)
- Комета Галлея (1P/1909 R1) — 1910, а также множество более ранних появлений
- Комета Скьеллерупа — Маристани[англ.] (C/1927 X1) — 1927
- Комета Аренда — Ролана (C/1956 R1) — 1957
- Комета Сэки — Лайнса (C/1962 C1) — 1962
- Комета Икэя — Сэки (C/1965 S1) — 1965
- Комета Беннетта (C/1969 Y1) — 1970
- Комета Веста (C/1975 V1) — 1976
- Комета Хякутакэ (C/1996 B2) — 1996
- Комета Хейла — Боппа (C/1995 O1) — 1997
- Комета Макнота (C/2006 P1) — 2007
- NEOWISE (C/2020 F3) — 2020
- Цзыцзиньшань — ATLAS (C/2023 A3) — 2024

### Список некоторых исторических Больших комет
- Комета Цезаря (44 г. до н.э) (C/−43 K1)
- Большая комета 1106 года[англ.] (X/1106 C1)
- Большая комета 1264 года[англ.] (C/1264 N1)[2]
- Большая комета 1402 года[англ.] (C/1402 D1)
- Большая комета 1577 года (C/1577 V1)
- Большая комета 1680 года (C/1680 V1)
- Большая комета 1729 года[англ.] (C/1729 P1)
- Большая комета 1744 года (C/1743 X1)
- Большая комета 1760 года[англ.] (C/1760 A1)
- Большая комета 1771 года (C/1771 A1)
- Большая комета 1784 года (C/1783 X1)